# Elisabethbrücke (Leipzig)

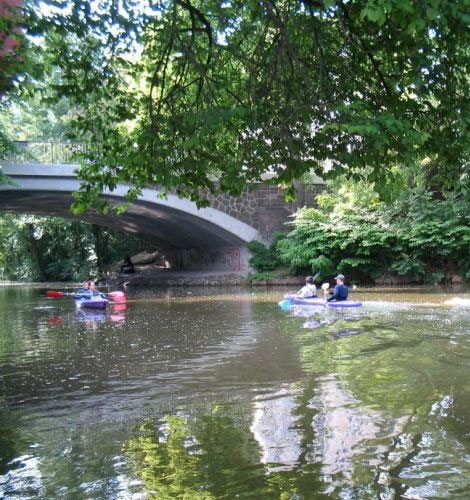
Elisabethbrücke (2006)

Die Elisabethbrücke ist eine Straßenbrücke über den Karl-Heine-Kanal im Leipziger Stadtteil Plagwitz. Sie ist benannt nach Elisabeth von Raab (1839–1866), einer Tochter des Verlegers und Besitzers des Rittergutes Kleinzschocher Christian Bernhard Tauchnitz (1816–1895). Die Brücke steht unter Denkmalschutz.

## Lage und Gestalt
Auf der Elisabethbrücke überquert die Erich-Zeigner-Allee den hier etwa 12 Meter breiten Karl-Heine-Kanal circa 70 Meter nördlich des Kreisverkehrs, den sie dort mit der Industriestraße bildet. Nördlich der Brücke kreuzt der Rad- und Fußweg, der den Kanal bis zum Lindenauer Hafen begleitet. Benachbarte Brücken sind die König-Johann-Brücke mit der Zschocherschen Straße im Westen und die Nonnenbrücke mit der Nonnenstraße im Osten, wenn man von der mit dem Riverboat überbauten ehemaligen Eisenbahnbrücke absieht.
Die Elisabethbrücke ist eine Bogenbrücke, deren Brückenpfeiler aus Rustikaquadern bestehen. Die Ansichtsflächen sind mit Bruchstein verblendet. Die Geländerelemente sind senkrechte Eisenstangen. Die Breite der Brücke beträgt etwa 15 Meter. Neben der Fahrbahn, auf der beidseitig Radfahrstreifen markiert sind, befinden sich Gehwege.

## Geschichte

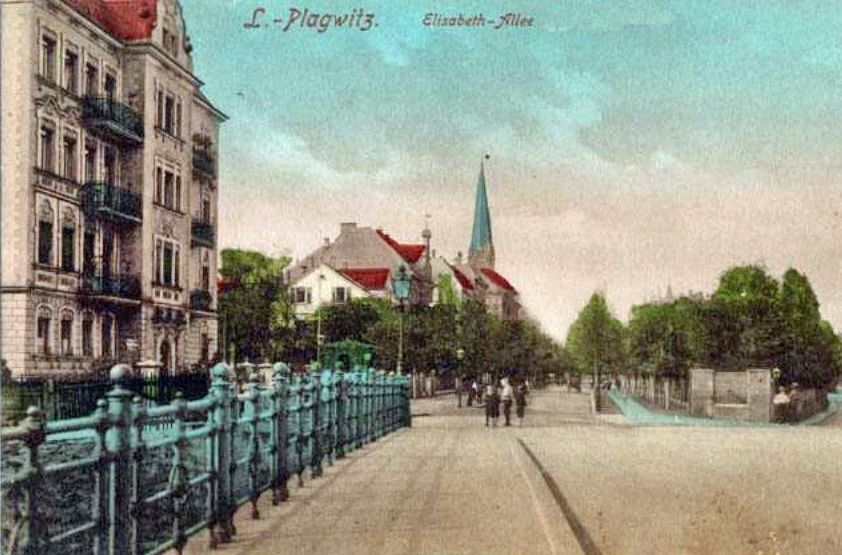
Die Brücke nach Norden um 1910

1856 begann der Bau des Karl-Heine-Kanals, der die Verbindungen zwischen Plagwitz und Kleinzschocher kappte, sodass Brücken erforderlich wurden. Die erste fertiggestellte Brücke war 1858 die heutige Elisabethbrücke. Es entstand zunächst eine schmale dreibogige Ziegelgewölbebrücke, die wegen der Ziegel Rote Brücke genannt wurde. Offiziell hieß sie Kirchbrücke, weil der Kirchweg der Plagwitzer nach Kleinzschocher über sie führte, bis 1888 die Heilandskirche in Plagwitz fertiggestellt wurde.
1893 wurde der gesamte Straßenzug von der Karl-Heine-Straße bis zur Antonienstraße als Elisabethallee benannt und 1900 mit der offiziellen Bezeichnung der Brücke als Elisabethbrücke amtlicherseits nachgezogen.
1902 wurde die Brücke abgerissen und durch die heutige Einbogenbrücke ersetzt. Das Geländer bestand aus Eisenrohren, die unter Verwendung von profilierten Kreuzungsstücken verbunden wurden (siehe Abbildung von 1910). Bemerkenswert ist, dass der Zaun der Villa Schurich, die 1927 nördlich der Brücke entstand, einschließlich der kugelbekrönten Sandsteinsäulen einfach als Fortsetzung des Brückengeländers gestaltet wurde. Das Brückengeländer wurde erneuert, der Zaun der Villa steht noch, ebenso wie die Sandsteinsäulen an beiden Seiten des anderen Kanalufers.
1949 wurde die Elisabethallee in Erich-Zeigner-Allee umbenannt, und auch die Brücke erschien nun ohne offizielle Umbenennung als Erich-Zeigner-Brücke. Obwohl die Straße noch so heißt, wurde in der Dienstberatung des Oberbürgermeisters am 22. April 1992 der alte Name Elisabethbrücke bestätigt.